# Finale de la Coupe du monde de rugby à XV 2011
La finale de la Coupe du monde de rugby à XV 2011 est un match de rugby à XV disputé le 23 octobre 2011 à l'Eden Park d'Auckland, en Nouvelle-Zélande, au terme de la septième édition de la Coupe du monde de rugby, organisée depuis le 9 septembre 2011 dans tout le pays. Elle voit la victoire de l'équipe de Nouvelle-Zélande sur l'équipe de France par 8 points à 7.

## Feuille de match
(mt : 0 - 5)
Homme du match : Thierry Dusautoir 
Points marqués :
- France : 1 essai de Dusautoir (47e) et 1 transformation de Trinh-Duc (49e)
- Nouvelle-Zélande : 1 essai de Woodcock (15e) et 1 pénalité de Donald (46e)

Évolution du score : 0-5, mt, 0-8, 7-8
Arbitre : Craig Joubert 
Résumé
D'emblée, les Français mettent la pression aux All Blacks. Dans les trois premières minutes, ils offrent une séquence de douze temps de jeu. Par la suite, les débats s'équilibrent mais le match reste d'une rare intensité, les joueurs faisant preuve d'un fort engagement. Si bien que Morgan Parra doit sortir sur saignement, remplacé par François Trinh-Duc (12e). Durant le premier quart d'heure, les Néo-Zélandais ont donc de quoi douter mais à la 15e minute, sur un alignement en touche à cinq mètres de la ligne française, une combinaison entre Jerome Kaino et Tony Woodcock amène ce dernier à inscrire le premier essai de la partie dont Piri Weepu rate la transformation. Les All Blacks prennent l'avantage et dominent dès lors les débats. Ainsi, après le retour de Parra (18e), les Bleus sont pénalisés en mêlée (19e). Puis, à la 23e, Parra, tout juste rentré, subit un coup de genou à la tête de la part du capitaine Black. Victime de ce qui s’avérera être une fracture du plancher orbitaire droit, il cède définitivement sa place à Trinh-Duc, qui n'a plus été titulaire depuis plus d'un mois, un nouveau coup dur pour l'équipe de France qui concède alors cinq pénalités au sol. Sur les six pénalités concédées aux Néo-Zélandais durant cette mi-temps, deux auront été tentées directement. La France bénéficie du manque de réussite de Weepu qui n'en passe aucune. Les quatre autres servent à investir le camp français mais les Bleus résistent bien aux assauts des Blacks. Le combat est toujours aussi intense et c'est au tour des Néo-Zélandais de perdre leur ouvreur Aaron Cruden, touché au genou droit et remplacé par Stephen Donald. A la mi-temps, le score reste de 0 à 5.
Le début de deuxième période est également dominé par les All Blacks. À la 45e minute, une faute française au sol offre une nouvelle pénalité aux locaux. Weepu ayant raté ses trois tentatives, Donald s'en charge, avec succès (0-8). Les Bleus perdent ensuite leur ailier Vincent Clerc (46e). Maxime Médard prend sa place à l'aile et Damien Traille entre à l'arrière. La domination néo-zélandaise s’accroît encore et les Français concèdent quatre nouvelles pénalités en dix minutes : les All Blacks campent dans la moitié de terrain française. Cependant, les Bleus compensent leur indiscipline par leur engagement, à l'image de leur capitaine Thierry Dusautoir qui effectue 21 placages. Sur un temps fort des Bleus et grâce à une passe décisive d'Aurélien Rougerie, le capitaine inscrit un essai sous les poteaux à la 47e, transformé par Trinh-Duc (7-8). Pour cet essai et pour son effort défensif, Thierry Dusautoir est nommé  homme du match . Cet essai semble faire douter les All Blacks, à l'image de Weepu qui rate le coup de pied de renvoi en l'envoyant directement en touche. Les Néo-Zélandais connaissent alors une période stérile. Mais cela n'atténue pas leur domination pour autant. Trois minutes plus tard, les Français sont à nouveau pénalisés en mêlée et les All Blacks reviennent dans le camp adverse.
Finalement, la Nouvelle-Zélande s'impose 8 points à 7 au terme d'un match âprement disputé où les décisions du corps arbitral pourraient avoir pesé en faveur des néo-zélandais.
| France · Titulaires · Maxime Médard 15 · 46e Vincent Clerc 14 · Aurélien Rougerie 13 · Maxime Mermoz 12 · Alexis Palisson 11 · 12' à 18' 23e Morgan Parra 10 · 76e Dimitri Yachvili 9 · Imanol Harinordoquy 8 · Julien Bonnaire 7 · 47e (cap.) Thierry Dusautoir 6 · Lionel Nallet 5 · 70e Pascal Papé 4 · Nicolas Mas 3 · 66e William Servat 2 · 66e Jean-Baptiste Poux 1 · Remplaçants · 66e Dimitri Szarzewski 16 · 66e Fabien Barcella 17 · 70e Julien Pierre 18 · Fulgence Ouedraogo 19 · 76e Jean-Marc Doussain 20 · 12e 18e 23e François Trinh-Duc 21 · 46e Damien Traille 22 · Entraîneur · Marc Lièvremont |  | Nouvelle-Zélande · Titulaires · 15 Israel Dagg · 14 Cory Jane · 13 Conrad Smith · 12 Ma'a Nonu 76e · 11 Richard Kahui · 10 Aaron Cruden 34e · 9 Piri Weepu 50e · 8 Kieran Read · 7 Richie McCaw (cap.) · 6 Jerome Kaino · 5 Sam Whitelock · 4 Brad Thorn 49e · 3 Owen Franks · 2 Keven Mealamu 49e · 1 Tony Woodcock 15e · Remplaçants · 16 Andrew Hore 49e · 17 Ben Franks · 18 Ali Williams 49e · 19 Adam Thomson · 20 Andrew Ellis 50e · 21 Stephen Donald 34e · 22 Sonny Bill Williams 76e · Entraîneur · Graham Henry |

## Arbitrage
L'arbitrage de Craig Joubert a été longuement discuté après la rencontre,. Il subira de nombreuses critiques de la part des joueurs et supporters français, les acteurs tricolores du match soulignant qu'aucune pénalité n'a été sifflée à l'encontre des All Blacks quand les Français jouaient dans leur camp en deuxième mi-temps. Fabien Barcella notant ainsi « on savait qu'il n'allait pas siffler sinon il n'allait pas pouvoir sortir du pays. On savait qu'il n'allait pas mettre une pénalité pour nous, qu'il nous faudrait un drop ou un essai », Vincent Clerc ajoutant : « On n'a pas eu les pénalités qu'il fallait dans leur camp, on n'en a pas eu une seule en deuxième mi-temps. On ne les a jamais eues alors qu'il y a eu quelques actions plus que litigieuses. On était venus là pour être champions du monde, on aurait dû l'être, je pense, sur ce match ».